# Helmut Schatz

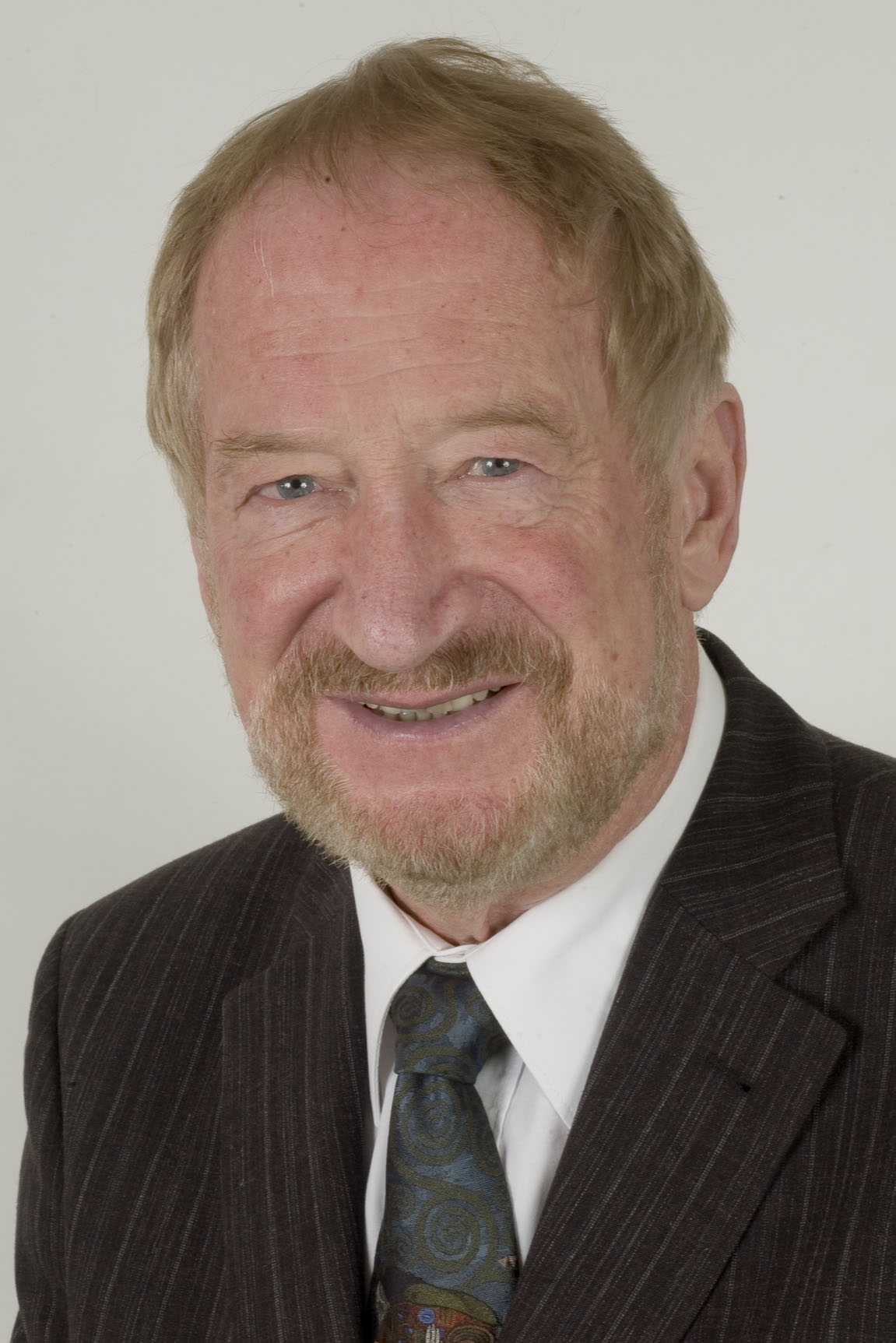
Helmut Schatz (2007)

Helmut Schatz (* 8. Oktober 1937 in Eisenstadt) ist ein österreichischer, in Deutschland berufstätiger Internist und ehemaliger Klinikdirektor.

## Lebenslauf
Nach dem Medizinstudium an der Universität Graz und aufgrund eines Stipendiums des Deutschen Akademischen Austauschdienstes (DAAD) an der Universität Bonn arbeitete er 1963–64 als Stipendiat des Svenska Institutet för kulturellt Utbyte med Utlandet bei Nanna Svartz am Karolinska-Institut bei Stockholm. In Graz 1964 promoviert, wurde er bis 1969 an der 2. Medizinischen Universitätsklinik in Wien bei Karl Fellinger zum Facharzt für Innere Medizin ausgebildet. Dann arbeitete er, die ersten zwei Jahre mit einem Forschungs- und  Dozentenstipendium der Alexander-von-Humboldt-Stiftung,   bis 1976 bei Ernst-Friedrich Pfeiffer an der Universität Ulm. Nach seiner Habilitation 1976 in Ulm wechselte er als C3-Professor mit Konrad Federlin als dessen 1. Oberarzt an die  Medizinische Klinik III der Justus-Liebig-Universität Gießen. Im Jahre  1989 folgte er dem Ruf der Ruhr-Universität Bochum auf einen Lehrstuhl für Innere Medizin. In Bochum  wirkte er als Direktor der Medizinischen Universitätsklinik des Berufsgenossenschaftlichen Universitätsklinikums Bergmannsheil. Von 1996 bis 2000 war er als Sprecher der Professorenfraktion der Gesamtuniversität Mitglied des Konvents der Ruhr-Universität.
Nach der Emeritierung ließ er sich in einer Praxis als Internist und Endokrinologe/Diabetologe in Bochum nieder. Schatz veranstaltete von 2003 bis 2009 als Präsident der Zentraleuropäischen Diabetesgesellschaft deren jährliche Kongresse, so 2007 auf der Insel Kos, 2008 in Plovdiv und 2009 in Salzburg. 2009 wurde er in der Funktion des Mediensprechers in den Vorstand der Deutschen Gesellschaft für Endokrinologie (DGE) gewählt und 2012 für eine weitere Amtsperiode bis 2015 wiedergewählt. Seither betreut er als assoziiertes Vorstandsmitglied weiterhin den DGE-Blog. Als langjähriger Editor-in-Chief fungiert er jetzt als "Honorary Editor-in-Chief" des offiziellen Organs der Deutschen Gesellschaft für Endokrinologie, der Fachzeitschrift "Experimental and Clinical Endocrinology  & Diabetes".

## Wissenschaftliches Werk (Auswahl)
An der Wiener Klinik demonstrierte er im Tierversuch die Absenkung des Long-Acting Thyroid Stimulator (LATS), später als TSH-Rezeptorantikörper identifiziert, durch immunsuppressive Therapie bei Patienten mit Morbus Basedow, in Ulm zeigte er an isolierten Langerhansschen Inseln von Nagern auf, dass nur die Sekretion, nicht aber die Biosynthese von Proinsulin und Insulin durch Sulfonylharnstoffe stimuliert wird, dass aber Glucagon beide Prozesse steigert und eine bevorzugte Sekretion neusynthetisierten Insulins stattfindet. In Gießen gelang ihm der Nachweis, dass Somatomedin C bzw. der Insulin-like Growth Factor-I (IGF-I) im Knochengewebe selbst auf Wachstumshormonreiz synthetisiert werden kann.

## Ehrungen
1964 wurde Schatz mit dem Ehrenring des österreichischen Bundespräsidenten (Promotio sub auspiciis Praesidentis rei publicae, lat. Promotion unter den Auspizien des Bundespräsidenten) ausgezeichnet, 1976 erhielt er den Ferdinand-Bertram-Preis, 1999 die Paul-Langerhans-Medaille und 2005 die Ehrenmitgliedschaft der Deutschen Diabetes-Gesellschaft. 2004 wurde Schatz die Oskar-Minkowski-Medaille der Medizinischen Universität Wrocław/Breslau verliehen, es folgten 2007 die Hippokrates-Medaille der International Hippokrates Foundation, Kos, Griechenland und 2010 die Jühling-Medaille der Anna-Wunderlich-Ernst-Jühling-Stiftung der Heinrich-Heine-Universität Düsseldorf. Zahlreiche internationale und weitere nationale Fachgesellschaften verliehen Schatz die Ehrenmitgliedschaft. Im Jahr 2010 wurde er mit der Ehrendoktorwürde der Medizinischen und Pharmazeutischen Universität Iuliu Hațieganu in Cluj-Napoca, Rumänien, ausgezeichnet, im Januar 2014 mit dem Bundesverdienstkreuz erster Klasse. 2015 wurde er Ehrenmitglied der Deutschen Gesellschaft für Endokrinologie und der Ungarischen Diabetesgesellschaft. Ebenfalls 2015 erhielt er das Goldene Ehrenzeichen für Verdienste um die Republik Österreich, 2021 den Verdienstorden des Landes Nordrhein-Westfalen.

## Sonstiges
Seit 1961 ist Schatz Mitglied der katholischen Studentenverbindung KÖStV Babenberg Graz. Später wurde er noch Mitglied der KaV Norica Wien.

## Veröffentlichungen
Als Autor:
- Insulin. Biosynthese und Sekretion. Thieme, Stuttgart 1976, ISBN 3-13-151401-9 (Habilitationsschrift).
- Stoffwechsel und Endokrinologie. Neuere Ergebnisse zur Regulation des Zuckerstoffwechsels und der Schilddrüsenfunktion. Boehlau, Wien 1985, ISBN 3-205-06565-4.
- mit Michael Mark und Hermann P. T. Ammon: Antidiabetika. Diabetes mellitus und Pharmakotherapie. Wissenschaftliche Verlagsgesellschaft, Stuttgart 1986, ISBN 3-8047-0823-4.

Als Herausgeber:
- mit Deborah Doniach: Autoimmunität bei Schilddrüsenerkrankungen. Thieme, Stuttgart 1984, ISBN 3-13-655801-4.
- mit M. Massi-Benedetti: Pioglitazone: From discovery to clinical practice (= Experimental and clinical endocrinology & diabetes. Vol. 108, Suppl. 2). Barth, Heidelberg 2000.
- mit Andreas F. H. Pfeiffer: Diabetologie kompakt. Grundlagen und Praxis. 5. Auflage. Springer, Heidelberg 2014, ISBN 978-3-642-41358-2.
- Neues aus Endokrinologie & Diabetologie. Die offiziellen Pressemitteilungen und Kurznachrichten der Deutschen Gesellschaft für Endokrinologie. 5. Auflage. Wecom Gesellschaft für Kommunikation, Hildesheim 2017, ISBN 978-3-00-055642-5.
- mit Matthias Weber: Endokrinologie – Diabetologie – Stoffwechsel. Neues über Hormone und Metabolismus im Jahr 2020.  9. Ausgabe 2021, Wecom Gesellschaft für Kommunikation, Hildesheim 2021. ISBN 978-3-00-068021-2
- mit Stephan Petersenn: Endokrinologie - Diabetologie - Stoffwechsel. Neues über Hormone und Metabolismus im Jahr 2021. 10. Ausgabe 2022. Wecom Gesellschaft für Kommunikation, Hildesheim 2022.

Mit Stephan Peterssen: 11. Ausgabe 2023 über das Jahr 2022, (12. Ausgabe 2024 über das Jahr 2023  im Druck).